# Lijst van liquidaties gepleegd door het Nederlands verzet in de Tweede Wereldoorlog
Dit artikel bevat een lijst van personen die tijdens en kort na de Tweede Wereldoorlog door het Nederlands verzet zijn geliquideerd.

## Duitsers, politiemensen, landwachten en bestuurders
| Werkelijke naam                               | Leeftijd op moment van overlijden | Plaats en jaar van overlijden |
| --------------------------------------------- | --------------------------------- | ----------------------------- |
| Antonius Sebastius Aan                        | 50                                | Den Haag, 1944                |
| Pieter Izaak van Aartsen                      | 44                                | Slikkerveer, 1945             |
| Pieter Achterberg                             | 37                                | Appel, 1944                   |
| Berend Aling                                  | 19                                | De Blesse, 1945               |
| Herman Apeldoorn                              | 44                                | Oss, 1944                     |
| Hendrik August van Baak                       | 63                                | De Rijp, 1945                 |
| Hermann Bauer                                 | 29                                | Den Haag, 1945                |
| Alois Bamberger                               | 30                                | Haarlem, 1943                 |
| Karl Baumgärtner                              | 23                                | Cothen, 1945                  |
| Karssien Behling                              | 31                                | Gouda, 1944                   |
| Hendrik van Bijsum                            | 46                                | Hoogezand, 1944               |
| Geert Bisschop                                | 34                                | Schoonebeek, 1943             |
| Jan de Boer                                   | 43                                | De Rijp, 1945                 |
| Arie Cornelis Blokland                        | 25                                | Rotterdam, 1944               |
| Petrus Geraldus Bolland                       | 46                                | Den Haag, 1945                |
| Jan Willem Borgers                            | 24                                | Driebergen, 1945              |
| Jan Willem Bouwens                            | 31                                | Wormerveer, 1944              |
| Doede Braaksma                                | 44                                | Berkhout, 1944                |
| Jacob van den Brink                           | 50                                | Garderen, 1943                |
| Jacques Louis Brinkerink                      | 53                                | Beilen, 1944                  |
| Peter Brinkhoff                               | 57                                | Rotterdam, 1945               |
| Willem Frederik van den Broek                 | 56                                | Rotterdam, 1945               |
| Gabriel Broekhuizen                           | 42                                | Rotterdam, 1945               |
| Philipus Hendrikus Bruijn                     | 45                                | Rotterdam, 1943               |
| Rudolf Brück                                  | 30                                | Utrecht, 1945                 |
| Petrus Johannes Adrianus van Bussel           | 23                                | 's-Hertogenbosch, 1944        |
| Johannes Arnoldus Christiaans                 | 49                                | Amsterdam 1945                |
| Antonius Johannes Maria van Dijk              | 38                                | Nijmegen, 1943                |
| Marinus Simon van Dijk                        | 47                                | Rotterdam, 1945               |
| Arie van Doesburg                             | 20                                | Oosterbeek, 1944              |
| Jannes Doppenberg                             | 50                                | Apeldoorn, 1943               |
| Cornelis Krijn van Duijn                      | 48                                | Amsterdam, 1944               |
| Willem van Duijn                              | 21                                | Loenen aan de Vecht, 1945     |
| Willem Nicolaas Ehlhardt                      | 39                                | Zaandam, 1945                 |
| Martinus Hermanus Elferink                    | 49                                | Rijswijk, 1944                |
| Anne Jannes Elsinga                           | 35                                | Groningen, 1943               |
| Piere Joseph Johan Faure                      | 37                                | Dalfsen, 1944                 |
| Jan Feitsma                                   | 61                                | Amsterdam, 1945               |
| Jan Hendrik Fiesler                           | 28                                | Oosterleek, 1944              |
| Bastiaan Marinus Fortuin                      | 57                                | Schoonhoven, 1944             |
| Maarten Frikkee                               | 45                                | Rotterdam, 1944               |
| Okko Frikken                                  | 26                                | Oldeberkoop, 1945             |
| Otto Geschefsky                               | 38                                | Nijmegen, 1944                |
| Pieter Groen                                  | 48                                | Amsterdam, 1945               |
| Pieter de Groot                               | 50                                | Rotterdam, 1945               |
| Wilhelmus de Groot                            | 38                                | Rijnsburg, 1944               |
| Kornelis Hartenhof                            | 24                                | Appelscha, 1944               |
| Hendrik Hekman                                | 37                                | Horsten/Mussel, 1944          |
| Theodorus Johannes Marie Hendriksen           | 51                                | Rotterdam, 1944               |
| Willebrordus Albertus Hetterscheid            | 47                                | Baexem, 1943                  |
| Simon Heuvel                                  |                                   | Wogmeer, 1945                 |
| Harm Jan Huls                                 | 26                                | Echten, 1944                  |
| Frederik Marinus Hogeweg                      | 40                                | Arnhem, 1943                  |
| Leendert de Hoog                              | 25                                | Rotterdam, 1945               |
| Wilhelmus Antonius Christianus de Hoog        | 22                                | Rotterdam, 1945               |
| Adam Hoogendoorn                              | 40                                | Zwammerdam, 1945              |
| Hendrik Huizing                               | 53                                | Beilen, 1944                  |
| Martinus Servaas Jansens                      | 38                                | Lunteren, 1944                |
| Theodorus Martin Janssen                      | 61                                | Voorburg, 1944                |
| Douwe Jonkman                                 | 27                                | Oldeberkoop, 1945             |
| Jacobus Dirk Nicolaas Joolen                  | 40                                | Utrecht, 1945                 |
| Jacobus Kaan                                  | 45                                | Rotterdam, 1944               |
| Pieter Kaay                                   | 39                                | Enschede, 1943                |
| Alle Pieter Karmelk                           | 39                                | Wormer, 1945                  |
| Jannes Luitje Keijer                          | 48                                | Groningen, 1944               |
| Gerardus Johannes Kerlen                      | 53                                | Utrecht, 1943                 |
| Derk Klavers                                  | 52                                | Groningen, 1943               |
| Johannes Christiaan de Klerk                  | 29                                | Sittard, 1945                 |
| Willem Hendrik Knoop                          | 50                                | Austerlitz, 1944              |
| Jan Jeremias Kreeft                           | 50                                | Spijkenisse, 1944             |
| Fake Krist                                    | 40                                | Haarlem, 1944                 |
| Hendrik van Lenten                            | 20                                | Hoofddorp, 1945               |
| Gerardus Johannes Bartholomeus Loijens        | 28                                | Drimmelen, 1944               |
| Diederik Lutke Schipholt                      | 28                                | Amersfoort, 1945              |
| Meister                                       |                                   | Blijham, 1944                 |
| Johannes Frederik van der Meulen              | 52                                | Rotterdam, 1945               |
| Cornelis Henrikus Gerardus Emanuel Michielsen | 48                                | Rotterdam, 1944               |
| Albertus Christiaan Adrianus Neu              | 39                                | Bloemendaal, 1945             |
| Gerhard Neumann                               | 28                                | Rotterdam, 1944               |
| Gerrit Noorlander                             | 23                                | Rotterdam, 1945               |
| Dirk Johannes Nouwens                         | 54                                | Barendrecht, 1945             |
| Gottlob Hermann Felix Herbert Oelschlägel     | 36                                | Amsterdam, 1944               |
| Jacobus Lubertus van Ommen                    | 54                                | Klazienaveen, 1944            |
| Schalk den Oudsten                            | 30                                | Nunspeet, 1943                |
| Willem Pasdeloup                              | 25                                | Amsterdam, 1943               |
| Kranjandla Pelta                              | 49                                | Rotterdam, 1945               |
| Philippus Pikaar                              | 48                                | Rotterdam, 1944               |
| Folkert Evert Posthuma                        | 69                                | Vorden, 1943                  |
| Herman Gerrit Postma                          | 24                                | Amsterdam, 1943               |
| Adriaan Hubrecht de Pree                      | 40                                | Rotterdam, 1945               |
| Hubertus Augustinus Puts                      | 37                                | Ede, 1945                     |
| Matthias Jozef Raeven                         | 33                                | Heerlen, 1944                 |
| Willem Marinus Ragut                          | 46                                | Zaandam, 1944                 |
| Hermannus Reydon                              | 46                                | Voorschoten, 1943             |
| Cornelis Dirk Leccius de Ridder               | 77                                | Lienden, 1944                 |
| Pieter Rip                                    | 23                                | Enschede, 1944                |
| Willem Ritman                                 | 46                                | Velsen, 1944                  |
| Röhmer                                        |                                   | Rotterdam, 1945               |
| Gerrit Jan Roozendaal                         | 23                                | IJmuiden, 1944                |
| Mary Lydia Scheulderman                       | 36                                | Rotterdam, 1944               |
| Johan Schwarz                                 | 40                                | Rijssen, 1943                 |
| Hendrik Alexander Seyffardt                   | 70                                | Den Haag, 1943                |
| Willem Sijpkens                               | 29                                | Utrecht, 1944                 |
| Marinus Adrianus Simonis                      | 61                                | Heinenoord, 1945              |
| Wilhelm Sipkema                               | 29                                | Hoensbroek, 1944              |
| Harm Jurrien Smit                             | 35                                | Haarlem, 1944                 |
| Henricus Smits                                | 22                                | Gemert, 1944                  |
| Cornelis Snijder                              | 39                                | Soest, 1944                   |
| Otto Sommer                                   | 27                                | Putten, 1944                  |
| Adrianus Engel Stavast                        | 42                                | Weesperkarspel 1945           |
| Sweverink                                     |                                   | Soest, 1944                   |
| Aaltje Telder                                 | 36                                | Beilen, 1944                  |
| Jacobus Christiaan Tetenburg                  | 39                                | Rotterdam, 1945               |
| Pieter Jacob Tichem                           | 33                                | Rotterdam, 1944               |
| Jacobus Wilhelmus Uitendaal                   | 27                                | Zaandam, 1944                 |
| Velthuizen                                    |                                   | Ede, 1945                     |
| Cornelis Verheijen                            | 64                                | Gemert, 1944                  |
| Jan Hendrik Verhoeve                          | 37                                | Amersfoort, 1945              |
| Martinus Johannes Vervest                     | 60                                | Bergen op Zoom, 1944          |
| Gerardus Visser                               | 28                                | Zwolle, 1945                  |
| Bernard de Vries                              | 23                                | Oldebroek, 1944               |
| Ernst Wehner                                  | 41                                | Amsterdam, 1945               |
| Hyacinthus Nicolaas Werd                      | 51                                | Ursem, 1944                   |
| Helmuth Wetzko                                | 22                                | Renswoude, 1941               |
| Pieter Jelle Wierstra                         | 19                                | Putte, 1943                   |
| Jannes Wijkstra                               | 41                                | Zwaagwesteinde, 1945          |
| Franciscus Diedericus Willemse                | 46                                | Zaandam, 1945                 |
| Albert Cornelis Henri de Wolf                 | 35                                | Baarn, 1943                   |
| Sikke Wolters                                 | 36                                | Heerenveen, 1944              |
| Marinus Antonius Worsteling                   | 50                                | Rotterdam, 1945               |
| Willem Steven Zirkzee                         | 45                                | Haarlem, 1945                 |
| Jan van Zoelen                                | 49                                | Beverwijk, 1944               |
| Maria Jacoba van Zon                          | 24                                | Rotterdam, 1945               |
| Onbekende Nederlandse politieagent            |                                   | Huizen                        |
| Onbekende Nederlandse SS'ers (5x)             |                                   | Ede, 1944                     |
| Onbekende Duitse SD-medewerker                |                                   | Wormerveer, 1944              |
| Onbekende Duitse soldaat                      |                                   | Amstelveen, 1942              |
| Onbekende Duitse soldaat                      |                                   | Vroomshoop, 1945              |
| Onbekende Duitse soldaten (4x)                |                                   | Varsseveld, 1945              |
| Onbekende Duitse soldaten (2x)                |                                   | Hoogland, 1945                |
| Onbekende Duitse soldaat                      |                                   | Limmen, 1945                  |
| Onbekende Duitse soldaat                      |                                   | Vroomshoop, 1945              |
| Onbekende Duitse soldaat                      |                                   | Naarden, 1945                 |
| Onbekend aantal Duitse soldaat (minimaal 3)   |                                   | Amersfoort, 1945              |
| Onbekende Duitse soldaat                      |                                   | Haarlem, 1945                 |
| Onbekende Duitse soldaat                      |                                   | Wassenaar, 1945               |
| Onbekend Nederlands lid van de Grüne Polizei  |                                   | Hoofddorp, 1945               |
| Onbekende Rijksduitser                        |                                   | Leeuwen, 1945                 |

Er werd een lange tijd gedacht dat Hermann Heinrich Pennings werd doodgeschoten toen hij in Rotterdam over de Coolsingel fietste, maar de aanslag bleek hij overleefd te hebben. Op 5 mei 1945 pleegde hij zelfmoord. Dit werd door zijn familie in februari 2021 openbaar gemaakt.

## Collaborateurs en handlangers
| Werkelijke naam                               | Leeftijd op moment van overlijden | Plaats en jaar van overlijden |
| --------------------------------------------- | --------------------------------- | ----------------------------- |
| Jan Aartsen                                   | 41                                | Rotterdam, 1945               |
| Hendrik Bannink                               | 28                                | Haarlem, 1943                 |
| Johanna Gijsberta Bartelings                  | 30                                | Amsterdam, 1945               |
| Lucien Barten                                 | 20                                | Rotterdam, 1945               |
| Hanke Wilhelmina Berendsen                    | 58                                | Coevorden, 1943               |
| Henricus Carolus Antonius Maria van den Bergh | 27                                | Beverwijk, 1943               |
| Simon Bloem                                   | 33                                | Wormerveer, 1944              |
| Jan Boekelaar                                 | 39                                | Zaandam, 1945                 |
| Dirk Booij                                    | 32                                | Beverwijk, 1945               |
| Jacob Boom                                    | 40                                | Rotterdam, 1944               |
| Dirk Bouma                                    | 62                                | Bergen, 1945                  |
| Hendrikus Matthijs Brijs                      | 43                                | Rotterdam, 1945               |
| Evert Bronkhorst                              | 17                                | Garderen, 1944                |
| Abram Cohen                                   | 43                                | Rotterdam, 1945               |
| Johannes Franciscus van Dalen                 | 51                                | Rotterdam, 1944               |
| Johannes van Eck                              | 47                                | Eindhoven, 1943               |
| Geertje van Enk                               | 45                                | Den Haag, 1945                |
| Pieter Faber                                  | 55                                | Haarlem, 1944                 |
| Abraham Fetter                                | 58                                | Rotterdam, 1945               |
| Joannes Frima                                 | 54                                | Hoogland, 1944                |
| Simon de Graaf                                | 38                                | Zutphen, 1944                 |
| Speijer Jasper de Graaf                       | 41                                | Beverwijk, 1944               |
| Willem Gros                                   | 46                                | Amsterdam, 1945               |
| Wilhelmina Angenita Haak Steenhart            | 47                                | Voorschoten, 1943             |
| Maria Margaretha Haavekost                    | 32                                | Amsterdam, 1945               |
| Gerrit Jan Harm Hagedoorn                     | 25                                | Oosterbeek, 1944              |
| Cornelia Martina de Hees                      | 29                                | Rotterdam, 1945               |
| Adrianus Antoinus Hijl                        | 52                                | Amsterdam, 1945               |
| Frederika Petronella Hilkemeijer              | 48                                | Rotterdam, 1945               |
| Rokus Houweling                               | 36                                | Dordrecht, 1945               |
| Johannes Huisman                              | 59                                | Amsterdam, 1945               |
| Sijbren Idzinga                               | 51                                | Rotterdam, 1945               |
| Jacob Cornelis Jongejan                       | 44                                | Rotterdam, 1945               |
| Derk Jan Jonker                               | 41                                | Epe, 1943                     |
| Gerrit Jan Joustra                            | 29                                | Opeinde, 1944                 |
| Alle Pieter Karnemelk                         | 39                                | Wormer, 1944                  |
| Petrus Henricus Kessels                       | 38                                | Meijel, 1943                  |
| Adriaan Kleijne Snuverink                     | 49                                | Arnhem, 1944                  |
| Johannes Albert Nicolaas de Koen              | 26                                | Rotterdam, 1945               |
| Willem Ferdinand Arnoldus Kolen               | 41                                | Amsterdam, 1944               |
| Johannes Korevaar                             | 51                                | Den Haag, 1945                |
| Johannes Thomas Kragt                         | 43                                | Medemblik, 1942               |
| Adriana van Kralingen                         | 21                                | Rotterdam, 1944               |
| Paulus Jacobus Johannes Kramer                | 35                                | Rotterdam, 1944               |
| Hoeke Krist                                   |                                   | Lunteren, 1944                |
| Wilhelmina Maria Johanna van der Laar         | 50                                | Rotterdam, 1945               |
| Hendrik Lansink                               | 49                                | Amsterdam, 1945               |
| Jozef Gerardus Hubertus Leeder                | 49                                | Sevenum, 1944                 |
| Lint                                          |                                   | Delft, 1944                   |
| V. Loo                                        |                                   | Sittard, 1944                 |
| Jacoba Aagje Louwe                            | 32                                | Rotterdam, 1945               |
| Willem Leendert van der Lugt                  | 49                                | Rotterdam, 1945               |
| Marinus Martinus Luneburg                     | 47                                | Rotterdam, 1945               |
| Klaas Bastiaan Meegdes                        | 30                                | Wormerveer                    |
| Harmina Jantina Middelwijk                    | 42                                | Rotterdam, 1945               |
| Petrus Mous                                   | 48                                | Dokkum, 1945                  |
| Hendrik Willem Miller                         | 27                                | Baarn, 1943                   |
| Hendrik Oosterveen                            | 52                                | De Wijk, 1943                 |
| Teunis Ouwerkerk                              | 38                                | Nieuwendijk, 1944             |
| Steven Peterse                                | 24                                | Amsterdam, 1944               |
| Hendrik Antonie Quartel                       | 51                                | Rotterdam, 1945               |
| Willem Reilingh                               | 65                                | Midlaren, 1943                |
| Charlotta Berendina Cornelia Sanders          | 47                                | Arnhem, 1944                  |
| Jean Gustave Schoup                           | 51                                | Lisse, 1944                   |
| Elisabeth Snelders                            | 33                                | Rotterdam, 1945               |
| Jan Steketee                                  | 28                                | Rotterdam, 1945               |
| Michael Stemkens                              | 40                                | Roggel, 1943                  |
| Jan Willem Stuit                              | 32                                | Rotterdam, 1944               |
| Ale Toering                                   | 42                                | Makkinga, 1945                |
| Karel Tromp                                   | 46                                | Uitgeest, 1945                |
| Wouter Marinus Vaandrager                     | 41                                | Rotterdam, 1944               |
| Johan Frederik Verbeek                        | 24                                | Barneveld, 1945               |
| Theodorus Leonardus Verstappen                | 41                                | Gemert, 1944                  |
| Carolus Jozeph Wilhelmus Antonius Ververs     | 22                                | Horst, 1944                   |
| Maria Louisa van der Vloet                    | 27                                | Chaam, 1944                   |
| Gerbrandia Margaretha Wafelbakker             | 47                                | Haarlem, 1945                 |
| G.H. Wessels                                  |                                   | ?, 1944                       |
| Berend Christiaan Wunderink                   | 46                                | Arnhem, 1944                  |
| Wouter Gerrit van der Zanden                  | 40                                | Den Haag, 1942                |
| Hendrik Jacob Zeilstra                        | 29                                | Rheden, 1945                  |
| Gerrit Jan Stork                              | 58                                | Amsterdam, 1944               |
| Maartje Debora Vink                           | 57                                | Amsterdam, 1944               |

## V-Männer en infiltranten
| Werkelijke naam                         | Leeftijd op moment van overlijden | Plaats en jaar van overlijden |
| --------------------------------------- | --------------------------------- | ----------------------------- |
| Gerdo Hermanus Leon Bakker              | 32                                | Haarlem, 1945                 |
| Maarten Anthonie Barto                  | 41                                | Westerholt, 1945              |
| Cornelis Bitter                         | 25                                | Rotterdam, 1945               |
| Daniël Blom                             | 27                                | Amsterdam, 1943               |
| Jan Breeman                             |                                   | Graft, 1944                   |
| Allart Brinkman                         | 33                                | Den Haag, 1945                |
| Gerardus ten Broek                      | 55                                | Doorn, 1944                   |
| H. Campers                              |                                   | Amsterdam, 1943               |
| J. Carteau                              |                                   | Beegden, 1944                 |
| Izak Anthonie Daane                     | 28                                | Anloo, 1942                   |
| Lodewijk Gerrit van Dijck               | 25                                | Barneveld, 1944               |
| Alfred Johan Dijkema                    | 19                                | Zeist, 1944                   |
| Michiel Wouter Drijfhout                | 27                                | Anna Paulowna, 1945           |
| Wilhelmus Engels                        | 50                                | Horst, 1944                   |
| Jan Faber                               | 42                                | Arum, 1945                    |
| Joseph Martinus Gerritsen               | 30                                | Haarlem, 1942                 |
| Hermanus Hartz                          | 31                                | Suameer, 1945                 |
| Justinus Johannes van Hasselt           | 42                                | Wassenaar, 1945               |
| Christina Adrinana van der Have         | 25                                | Hoek van Holland, 1945        |
| Willen Christiaan Heinrich Henneicke    | 35                                | Amsterdam, 1944               |
| George Frans Johan Hérle                | 59                                | Hoorn, 1944                   |
| Bernardus Hoff                          | 27                                | Amsterdam, 1943               |
| Johannes Antonius Huethorst             | 42                                | Harreveld, 1943               |
| Cornelis Iprenburg                      | 21                                | Wageningen, 1943              |
| Jan de Jong                             | 35                                | Haarlem, 1941                 |
| Henri Eugène Benedictus de Jonge Cohen  | 51                                | Amsterdam, 1943               |
| Rodin Barend Rudolf Jordens             | 26                                | Sittard, 1943                 |
| Cornelis Frederik Kater                 | 18                                | Zaandam, 1945                 |
| Cornelis Pieter Kievith                 | 24                                | Zeist, 1944                   |
| Arend Klee                              | 21                                | Galamadammen, 1945            |
| Derk Jan Koerselman                     | 33                                | Deventer, 1943                |
| Gaele van der Kooij                     | 38                                | Scharnegoutum, 1944           |
| Cornelis Alexander Bernadus Kühlemaijer | 37                                | Laren, 1944                   |
| Pieter Lakenstein                       | 26                                | Groot-Ammers, 1945            |
| Johan van Lom                           | 26                                | Amsterdam, 1945               |
| Hidde Louwes                            | 19                                | Gaastmeer, 1945               |
| Hugo de Man                             | 19                                | Delft, 1941                   |
| Peter Marsman                           | 22                                | Den Haag, 1944                |
| Nanco Medema                            | 23                                | 't Zandt, 1943                |
| Piebe van der Meer                      | 54                                | Rinsumageest, 1944            |
| Pieter van der Meer                     | 24                                | Rijswijk, 1944                |
| Hendrik Jacobus van Meerlant            | 42                                | Amsterdam, 1944               |
| Jan Hendrik Meijer                      | 22                                | Alkmaar, 1944                 |
| Bernardus Hendricus Nierkens            | 59                                | Enschede, 1944                |
| Willem Johannes Nierkens                | 27                                | Enschede, 1944                |
| Roelof Albert Oortwijn                  | 39                                | Eeserveen, 1943               |
| Ernst Geert Oosterhuis                  | 52                                | Groningen, 1944               |
| Gerardus Johannes Lambertus Ortha       | 57                                | Horst, 1944                   |
| Matthias Pius Germanus Maria Peerbooms  | 27                                | Deurne, 1944                  |
| Rudolf Pollak                           | 41                                | Amsterdam, 1944               |
| Albertus Postma                         | 20                                | Emmen, 1944                   |
| Andreas Rooijakkers                     | 54                                | Someren, 1944                 |
| Pieter Cornelis Rosman                  | 37                                | Montfoort, 1945               |
| Dirk de Ruijter                         | 54                                | Esch, 1943                    |
| Paul de Ruyter                          |                                   | Beusichem, 1943               |
| Franciscus Hubertus Ruijters            | 58                                | Horst, 1944                   |
| Harm Roelof Ruys                        | 26                                | Dalfsen, 1945                 |
| Jozef Saive                             | 20                                | Beek, 1945                    |
| Joost Sandee                            | 44                                | Hensbroek, 1945               |
| Johannes van Scherpenzeel               | 24                                | Warmenhuizen, 1944            |
| Francisca de Munck-Siffels              | 24                                | Rustenburg, 1944              |
| Rijkele Sijtzema                        | 18                                | Bozum, 1945                   |
| Isidore Speelman                        | 43                                | Haarlem, 1944                 |
| Francois Pierre Vergonet                | 37                                | Groningen, 1943               |
| Elsbeth Gertrud van Vessem              |                                   | Rotterdam, 1945               |
| Gerardus Johannes Vroom                 | 28                                | Voorschoten, 1945             |
| J. Wyniewsky                            |                                   | Beegden, 1944                 |
| Jacobus Cornelis van Zon                | 36                                | Rotterdam, 1944               |

## Lastige of gevaarlijke onderduikers
| Werkelijke naam                   | Leeftijd op moment van overlijden | Plaats en jaar van overlijden |
| --------------------------------- | --------------------------------- | ----------------------------- |
| Abraham Emanuel Arbeid            | 22                                | Zweeloo, 1943                 |
| Elisabeth Bakker                  | 38                                | Hattem, 1944                  |
| Haros Basnovic                    |                                   | Voorschoten, 1944             |
| Carlo Battini                     |                                   | Stompwijk, 1945               |
| Max Biegel                        | 34                                | Scharnegoutum, 1944           |
| Anni Flatow                       | 35/36                             | Bennekom, 1944                |
| Amalia Frankenhuis                | 23                                | Voerendaal, 1943              |
| Abraham van Gelder                | 40                                | Hattem, 1944                  |
| Rachel Groenberg                  | 42                                | Voorthuizen, 1943             |
| Hanna Guttmann                    | 48                                | Idzega, 1944                  |
| Rinze Hankel                      | 24                                | Noordwolde, 1944              |
| Sara de Hartogh                   | 33                                | IJlst, 1943                   |
| William Herz                      | 45                                | Idzega/Wymbritseradeel, 1944  |
| Pieter Hoppen                     | 23                                | Meppel, 1943                  |
| Frits Landau                      | 27                                | Aalten, 1943                  |
| Herbert Lippock                   | 27                                | Putten, 1944                  |
| Amalia Lorch                      | 40                                | Aalten, 1943                  |
| Leo Meijers                       |                                   | Voerendaal, 1943              |
| Teunis Mertens                    | 22                                | Rotterdam, 1945               |
| Walter Oettinger                  | 38                                | Amsterdam, 1943               |
| Franz Pitzinger                   |                                   | Voorschoten, 1944             |
| Joseph Troostwijk                 | 58                                | Staphorst, 1943               |
| Berend Hendrik Jurianus te Winkel | 19                                | Nieuw Lekkerland, 1945        |
| Rudolph Zelagije                  | 22                                | Voorschoten, 1944             |

## Bedrijfsongevallen, dubieuze aanslagen, misverstanden
| Werkelijke naam                       | Leeftijd op moment van overlijden | Plaats en jaar van overlijden    |
| ------------------------------------- | --------------------------------- | -------------------------------- |
| Jacob van der B.                      | 24                                | Zaandam, 1944                    |
| Emauel Beberlé                        | 39                                | Schiedam, 1945                   |
| Geurt Gijsbertus van den Berg         | 55                                | Nieuwer-Amstel, 1945             |
| Jan van Bergen                        | 46                                | Voorst, 1944                     |
| Hendrik Bikkel                        | 52                                | Bloemendaal, 1945                |
| Franciscus Jacobus Carolus van Bilsen | 32                                | Blerick, 1944                    |
| Hendrik de Boer                       | 57                                | Den Haag, 1945                   |
| Pieter Boon                           | 43                                | Engwierum, 1945                  |
| Servatius Franciscus Borgmeijer       | 50                                | Ursem, 1944                      |
| Johan Gerardus Bouw                   | 51                                | Voorschoten, 1944                |
| Jan Bouwer                            | 48                                | Delft, 1940                      |
| Berend Braam                          | 36                                | ?, 1945                          |
| Josephina Leonora Brevet              | 25                                | Den Haag, 1945                   |
| Hendrik Dales                         | 41                                | Oldeberkoop, 1945                |
| Dietrich Desselberger                 |                                   | Rotterdam, 1945                  |
| Cornelis Johannes Hendrik Dijkman     | 24                                | Venlo, 1944                      |
| Klaas Doornbos                        | 42                                | Muntendam, 1945                  |
| Jan Eikelenboom                       | 24                                | Rotterdam, 1944                  |
| Cornelia Johanna Faen                 | 57                                | Rotterdam, 1945                  |
| Enno Frerichs Fiege                   | 34                                | Haarlem, 1945                    |
| Johann Friedrich                      | 40                                | Twijzelerheide, 1944             |
| Jan Goutier                           | 26                                | Harskamp, 1945                   |
| Hendrik Albertus van der Grift        | 42                                | Vleuten, 1944                    |
| Felix Hendrik Eugène Guljé            | 52                                | Leiden, 1946                     |
| Helmut Guse                           | 20                                | Den Haag, 1944                   |
| Minna Paul Günkel                     | 41/42                             | Apeldoorn, 1944                  |
| Cornelis Nicolaas Haleber             | 38                                | Zaandam, 38                      |
| Heike Ham                             | 22                                | Oldeberkoop, 1945                |
| Cornelis Hart                         | 46                                | Haarlem, 1945                    |
| Jan Hatenboer                         | 59                                | Rotterdam, 1944                  |
| Ludwig Heft                           | 43                                | Schiedam, 1945                   |
| Pieter van der Heijden                | 40                                | Rotterdam, 1945                  |
| Gerardus Hendricus van Heijningen     |                                   | Wormerveer, 1944                 |
| Heinrich Higghs                       | 23                                | Limmen, 1945                     |
| Herman Hindriks                       | 28                                | Den Haag, 1945                   |
| Hermanus Holties                      | 56                                | Zwolle, 1944                     |
| Egbert Hommes                         | 19                                | Oldeberkoop, 1945                |
| Pieter Hoppen                         | 23                                | Hamingen, 1943                   |
| Bernhard Janssen                      | 47                                | Oldeberkoop, 1945                |
| Christiaan Theodorus Jesko            | 44                                | Den Haag, 1944                   |
| Hermanus Hendrik de Jongh             | 32                                | Rotterdam, 1944                  |
| Michael Joseph                        | 16                                | Deurne, 1942                     |
| Petrus Josephus Maria Jungerhans      | 18                                | Rotterdam, 1945                  |
| Hans Keijzer                          | 24                                | Rotterdam, 1944                  |
| Hendrikus Kettelarij                  | 27                                | Vorden, 1940                     |
| Pietje Lena Kleinjan                  | 39                                | Rotterdam, 1944                  |
| Theodorus Klut                        | 42                                | Zaandam, 1944                    |
| Hendricus Egbertus Koopman            | 45                                | Zwollerkerspel, 1943             |
| Jacobus de Kruijf                     | 24                                | Heemstede, 1945                  |
| Pieter Kuntz                          | 40                                | Nieuwerkerk aan den IJssel, 1945 |
| Ludwig Manns                          |                                   | Apeldoorn, 1944                  |
| Reinoud Marchal                       | 16                                | Wijk bij Duurstede, 1944         |
| Jordaan Merceij                       | 55                                | Rotterdam, 1944                  |
| Egbert van der Molen                  | 49                                | Ezinge, 1945                     |
| Richard Müller                        | 17                                | Voorschoten, 1944                |
| Marinus Carel van Nimwegen            | 36                                | Wijhe, 1944                      |
| Herman Nobach                         | 27                                | Doezum, 1943                     |
| Wessel Pel                            | 40                                | Zuilen, 1945                     |
| Antoon Petra                          | 28                                | Wormer, 1944                     |
| Andreas Charles Victor van der Plaat  | 26                                | Twijzelerheide, 1945             |
| Arie Poldervaart                      | 35                                | Vlaardingen, 1945                |
| Arnold Peter Post                     | 33                                | Oldeberkoop, 1945                |
| Marten Reitsma                        | 47                                | Twijzelerheide, 1944             |
| Durk van Rijn                         | 26                                | Zaandam, 1945                    |
| Elfriede Antonie Rose                 | 32                                | Nunspeet, 1943                   |
| Jozef Hendrik Sanders                 | 23                                | Loerbeek, 1944                   |
| Franz Schilar                         | 41                                | Bergschenhoek, 1945              |
| Gerrit Jan Seevinck                   | 38                                | Oldeberkoop, 1945                |
| Wilhelmus Jozephus Sesink             | 24                                | Raalte, 1942                     |
| Cornelis Johannes Steenbergen         | 31                                | Amsterdam, 1944                  |
| Joannes Franciscus Tirion             | 45                                | Rotterdam, 1944                  |
| Arcayde Titkow                        |                                   | Zeist, 1944                      |
| Max Emil Vogel                        |                                   | Deventer, 1944                   |
| Haaije de Vries                       | 39                                | Stroobos-Gerkesklooster, 1945    |
| Salomon Walvis                        | 28                                | Horst, 1944                      |
| Gerarda Wilhelmina Weimer             | 39                                | Zuilen, 1945                     |
| Simon van Wingerden                   | 18                                | Rotterdam, 1945                  |
| Leonardus Zegstro                     | 54                                | Den Haag, 1944                   |
| Johannes Christiaan Zijdeveld         | 45                                | Haarlem, 1945                    |
| Hantje Zijlstra                       | 41                                | Sneek, 1945                      |
| Jan Godfried Adriaan van Zijst        | 40                                | Emmen, 1944                      |
| Wilhelmus van der Zon                 | 49                                | Velsen, 1945                     |
| Pieter Jacob Zwart                    | 46                                | Zaandam, 1945                    |
| Onbekend persoon                      |                                   | Den Dolder, 1944                 |

- Bij schuingedrukte namen is het volgens Kooistra en Oosthoek onduidelijk of het verzet achter de aanslag zat en/of dat er sprake was van een politiek motief.

## Vuurgevechten en schermutselingen
| Werkelijke naam                     | Leeftijd op moment van overlijden | Plaats en jaar van overlijden |
| ----------------------------------- | --------------------------------- | ----------------------------- |
| Wouter Jacobus Bijersbergen         | 29                                | Den Haag, 1944                |
| Pieter de Boer                      | 27                                | Schoonebeek, 1943             |
| Helena Johanna Boller               | 40                                | Anna Paulowna, 1945           |
| Nicolaas Boomsma                    |                                   | Harskamp, 1945                |
| H.J. Bos                            |                                   | Tuil, 1944                    |
| Reinhold Botte                      | 47                                | Terband, 1945                 |
| Walter Bruno                        |                                   | Wijngaarden, 1945             |
| Tunnis Buursma                      | 43                                | Musselkanaal, 1944            |
| Walter Büchner                      | 44                                | Almelo, 1945                  |
| Robert André Jules Chantraine       | 25                                | Apeldoorn, 1945               |
| Willi Dietze                        | 43                                | Zwanenburg, 1945              |
| Douwe van Dijk                      | 46                                | Utrecht, 1944                 |
| Gerard Nico Sebo Dijkema            | 34                                | Bilthoven, 1945               |
| Pieter van Duijn                    | 30                                | Nieuw-Vennep, 1943            |
| Alphons Maria Emmink                | 43                                | Zwaag, 1945                   |
| Erwin Exner                         | 31                                | Terlet, 1945                  |
| Johannes Bernardus Faure            | 35                                | Birdaard, 1944                |
| Hillebrand Roelf Barteld Groenewold | 50                                | Boerakker, 1945               |
| Arie Groot                          | 44                                | Berkhout, 1944                |
| Gerardus Johannes Heck              | 20                                | Dreumel, 1944                 |
| Joseph Heinen                       | 37                                | Amsterdam, 1944               |
| Werner Hengst                       | 25                                | Ammerstol, 1945               |
| Herbert Hoffner                     |                                   | Ammerstol, 1945               |
| Jan Hogenkamp                       | 22                                | Halfweg, 1945                 |
| Hubert Hosemans                     | 18                                | Vinkeveen, 1945               |
| Jacob Janse                         | 44                                | Utrecht, 1941                 |
| Nicolay Ludwig Johannsen            | 40                                | Birdaard, 1944                |
| Raoul de Keuckelaere                | 37                                | Leeuwarden, 1945              |
| Hendrik Evert Koot                  | 42                                | Amsterdam, 1941               |
| Foppe Kootstra                      | 26                                | Doniaga, 1945                 |
| Arnoldus Johannes Koster            | 22                                | Rotterdam, 1945               |
| Nicolaas Jacob van Leeuwen          | 37                                | Deventer, 1944                |
| Hendrik van Lesten                  | 20                                | Heemstede, 1945               |
| Kurt Loch                           | 38                                | Opeinde, 1944                 |
| Lambertus van Loo                   | 24                                | Opende, 1945                  |
| Antonie Meijnen                     | 26                                | Zeist, 1944                   |
| Jacob Adriaan Minderhoud            | 40                                | Zwaag, 1945                   |
| Johanna Mlynczak                    | 30                                | Haarlem, 1942                 |
| Cornelis Theodorus Molenaar         | 26                                | Westerblokker, 1944           |
| Binne Nicolai                       | 42                                | Smilde, 1944                  |
| Albertus von Nimwegen               | 26                                | Utrecht, 1945                 |
| Folkert Nobach                      | 67                                | Opende, 1945                  |
| Geertrudis Nouwt                    | 35                                | Vlaardingen, 1944             |
| Teunis Okkerse                      | 44                                | Sliedrecht, 1944              |
| Nicolaas van de Schatte Olievier    | 40                                | Staphorst, 1944               |
| Roelof Jan Oostindiën               | 31                                | Schoonebeek, 1943             |
| Johan Jozef Pelzer                  | 18                                | Nieuwenhagen, 1941            |
| Jacob Petter                        | 39                                | Meppel, 1944                  |
| Johannes Josephus Pluymackers       | 42                                | Hillegom, 1945                |
| Annigje Poepe                       | 49                                | Punthorst, 1945               |
| Hubertus Augustinus Prins           | 37                                | Ede, 1945                     |
| Klaas Prins                         | 47                                | Punthorst, 1945               |
| Rutger Prins                        | 65                                | Punthorst, 1945               |
| Gerard Renooij                      | 18                                | Westerblokker, 1944           |
| Bernhard Hermann Rolf               | 39                                | Bolsward, 1945                |
| Wilhelmus Mattheus Rutjens          | 31                                | Leersum, 1945                 |
| Jan Samplonis                       | 47                                | Wieringerwaard, 1945          |
| Harm Santing                        | 18                                | Punthorst, 1945               |
| Hendrik Santing                     | 51                                | Punthorst, 1945               |
| Jacob Santing                       | 23                                | Punthorst, 1945               |
| Willem Santing                      | 23                                | Punthorst, 1945               |
| Gerardus Johannes Scholten          | 26                                | Voorthuizen, 1944             |
| Richard Singenstreu                 | 60                                | Voorst, 1944                  |
| Arie van der Staaij                 | 39                                | Zwaag, 1945                   |
| Willem Stap                         | 46                                | Utrecht, 1944                 |
| Peter Nicolaas Ton                  | 28                                | Den Haag, 1940                |
| Janke Top                           | 67                                | Opende, 1945                  |
| Jan Andries Veenstra                | 25                                | Groningen, 1945               |
| Gerrit Veldhuizen                   | 44                                | Ede, 1945                     |
| Hendrik van Veluw                   | 45                                | Voorthuizen, 1945             |
| Jeltje van der Ven                  | 20                                | Leeuwarden, 1945              |
| Jacob Verburgh                      | 22                                | Nieuw-Lekkerland, 1945        |
| Martinus Johannes Veringa           | 61                                | Den Haag, 1944                |
| Rinze de Vries                      | 34                                | Avereest, 1944                |
| Goitse van der Werff                | 46                                | Amerika, 1944                 |
| Johannes Pieter Westdijk            |                                   | Sliedrecht, 1944              |

- Bij schuingedrukte namen is het volgens Kooistra en Oosthoek onduidelijk of het verzet achter de aanslag zat en/of dat er sprake was van een politiek motief.